# رودني والاس
رودني والاس (بالإسبانية: Rodney Wallace)‏ (17 يونيو 1988 سان خوسيه كوستاريكا - ) هو لاعب كرة قدم كوستاريكي يلعب كلاعب وسط.

## روابط خارجية
- رودني والاس على موقع الاتحاد الدولي (مؤرشف)  (الإنجليزية)
- رودني والاس على موقع الدوري الأمريكي (الإنجليزية)
- رودني والاس على موقع قاعدة بيانات كرة القدم.إي يو (الإنجليزية)
- رودني والاس على موقع ناشيونال فوتبول تيمز (الإنجليزية)
- رودني والاس على موقع Soccerway.com (الإنجليزية)
- رودني والاس على موقع AS.com (الإسبانية)